# Luigi Michelazzi (militare)
Luigi Michelazzi (Firenze, 19 novembre 1912 – altopiano dell'Ogaden, 21 luglio 1936) è stato un militare italiano, insignito di Medaglia d'oro al valor militare alla memoria nel corso delle grandi operazioni di polizia coloniale in Africa Orientale Italiana.

## Biografia

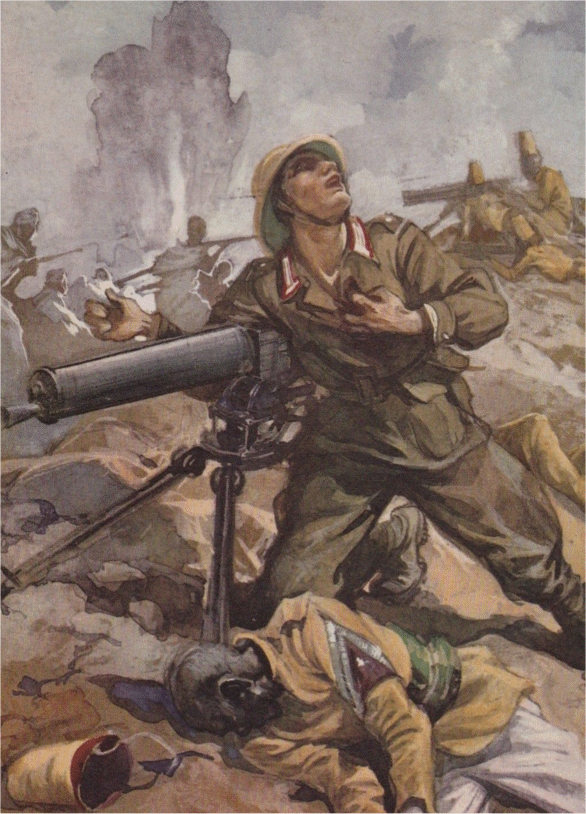
Cartolina d'epoca

Nacque a Firenze il 19 novembre 1912, figlio di Giovanni e Laura Seni. Proveniente dal Collegio militare di Roma, dal 1928 al 1933 frequentò la Regia Accademia Militare di Fanteria e Cavalleria di Modena uscendone con il grado di sottotenente in servizio permanente effettivo assegnato all'arma di fanteria. Assegnato al 1º Reggimento granatieri venne promosso tenente nell'ottobre 1935, e pochi mesi dopo, il 7 gennaio 1936, dopo insistenti richieste, si imbarcò a Napoli per Mogadiscio destinato a prestare servizio presso il Regio corpo truppe coloniali della Somalia italiana. Fu assegnato al 1º Raggruppamento arabo-somalo, e con il III Battaglione partecipò alla battaglia sull'altipiano dell’Ogaden. Cadde in combattimento a Segaré il 21 luglio 1936, e fu decorato con la medaglia d'oro al valor militare alla memoria.

### Curiosità
Nel 1938 la madre Laura, già vedova di guerra, pubblicò un breve resoconto del personale pellegrinaggio sul luogo dove cadde il suo Luigi. Aiutata da una ventina di Àscari che furono comandati dal figlio in quella battaglia, si recò infatti nel luogo impervio, vicino ai tremila metri di quota, teatro dell'evento. Dopo ore di cammino su sentieri poco agevoli, raggiunse infine il luogo dove cadde il decorato e il relativo cippo commemorativo.

## Riconoscimenti
- Nel 1939 gli fu intitolata una nuova scuola elementare inaugurata a Roma nel quartiere di Torpignattara. Tuttavia con la caduta del fascismo, nel dopoguerra, la denominazione della scuola elementare romana divenne "Carlo Pisacane".[5]
- Una targa fu posta al liceo classico statale Michelangelo di Firenze

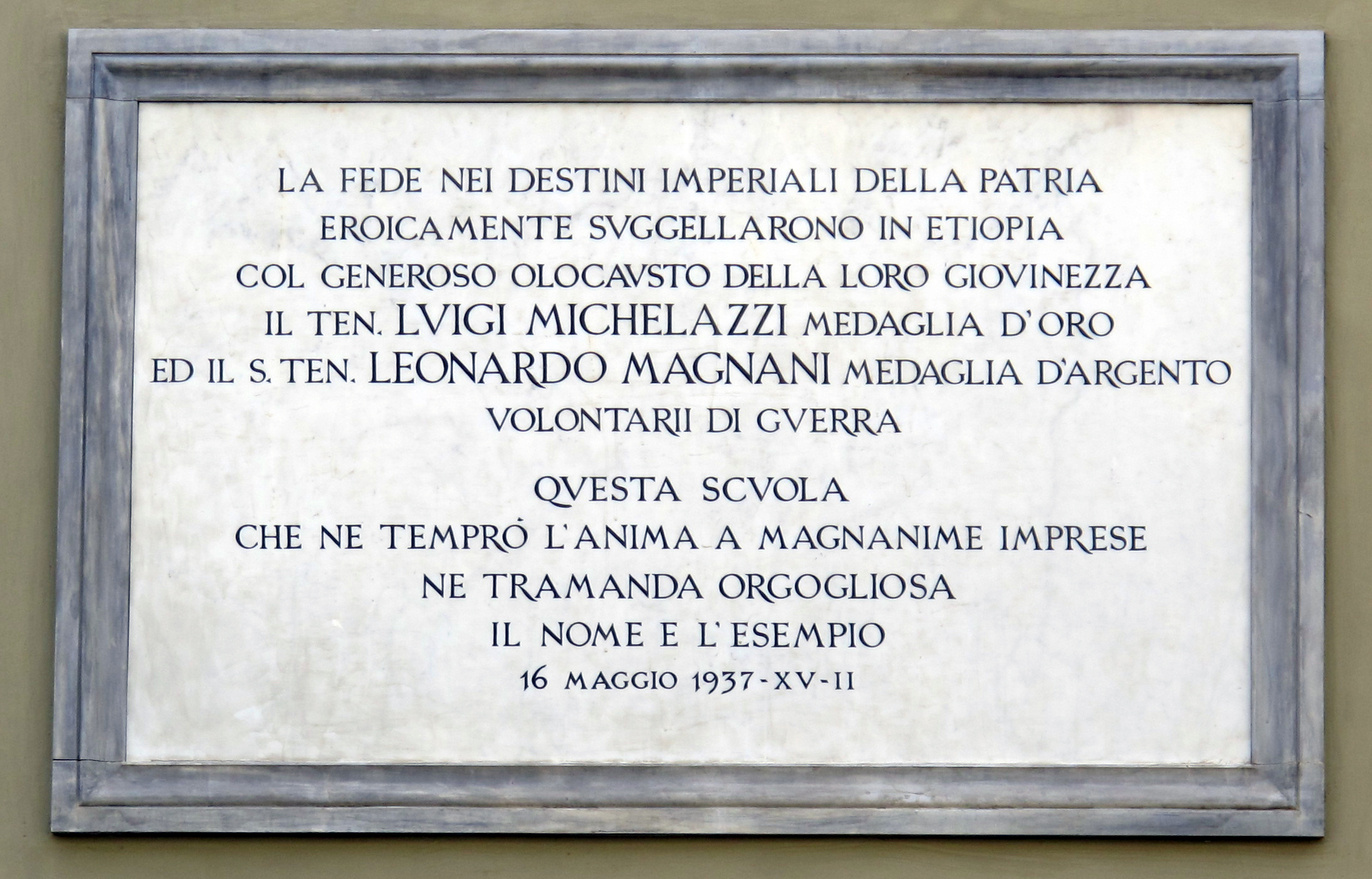
Targa d'epoca al liceo fiorentino in ricordo dei suoi alunni Leonardo Magnani e Luigi Michelazzi

- La sua città natale, Firenze, gli ha intitolato una via.[6]